# 第五十四屆超級盃
第五十四届超级碗（Super Bowl LIV）是一场于2019年NFL赛季举行的由美国橄榄球联合会（AFC）冠军堪薩斯城酋長与国家橄榄球联合会（NFC）冠军舊金山49人角逐国家美式足球联盟（NFL）总冠军头衔的比赛。比赛以堪薩斯城酋長31比20擊敗舊金山49人，取得隊史第二座超級碗告终。

## 主辦城市

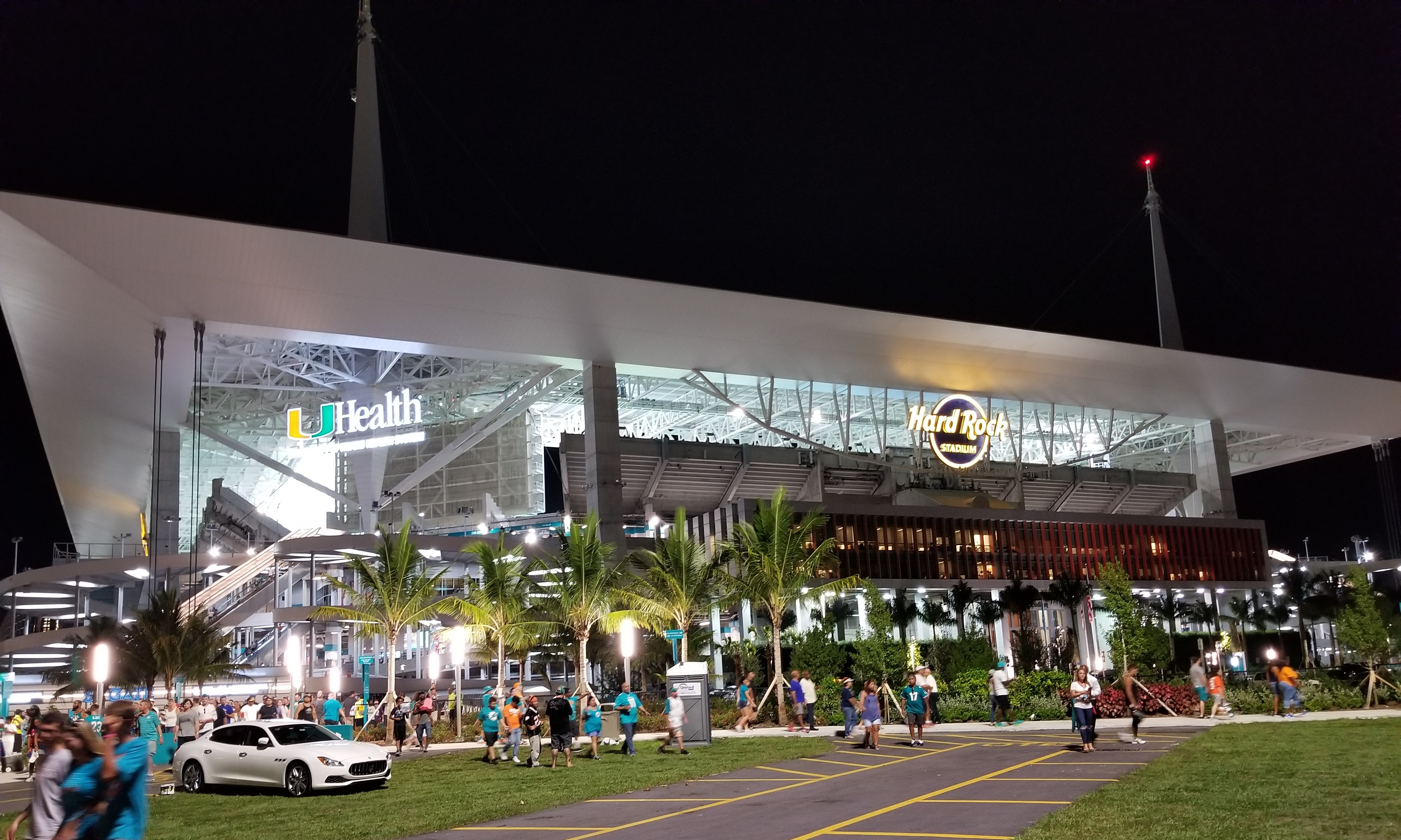
硬石体育场為第五十四屆超級碗舉辦地

2015年5月19日，NFL宣佈將會有四座城市分別競逐2019至2021年三年超級碗的舉辦權。NFL 32隊球團的擁有者於2016年5月24日投票選出了第五十三届超级碗的舉行地，四座最後一輪的球場均位於美國東南部：
- 梅賽德斯-賓士體育場，喬治亞州亚特兰大：這會是該球場在2017年落成後首個超級碗。亞特蘭大曾兩次在喬治亞巨蛋舉行超級碗，最近一次為2000年第三十四屆超級盃。
- 硬石體育場，佛羅里達州邁亞密：南佛羅里達州曾舉行六次超級碗, 最近一次為2010年第四十四屆超級盃。
- 梅賽德斯-賓士超級巨蛋，路易斯安娜州新奧爾良: 新奧爾良曾舉行十次超級碗, 最近一次為2013年第四十七屆超級盃。
- 雷蒙詹姆斯體育場，佛羅里達州坦帕：坦帕曾舉行四次超級碗, 最近一次為2009年第四十三屆超級盃。

結果亞特蘭大成功取得第五十三屆超级碗的主辦權，而邁亞密和新奧爾良分別取得第五十四屆超级碗及第五十八屆超級碗主辦權。
2018年2月，NFL公佈本次超級碗標誌。

## 延伸閱讀
- McArdle, Tommy. . Boston.com. February 7, 2019  [February 7, 2019]. （原始内容存档于2019-09-09）.

## 外部連結
- www.miamisb2020.com